# Claudia Derichs
Claudia Derichs (geboren 1965) ist eine deutsche Politikwissenschaftlerin sowie Südost- und Ostasienwissenschaftlerin. Sie hat seit 2018 den Lehrstuhl für Transregionale Südostasienstudien an der Humboldt-Universität zu Berlin inne. Zuvor war sie von 2007 bis 2010 Professorin für Politikwissenschaften an der Stiftung Universität Hildesheim und anschließend bis 2018 Professorin für Vergleichende Politikwissenschaft und Internationale Entwicklungsforschung an der Philipps-Universität Marburg.

## Leben und Wirken
Claudia Derichs studierte ab Oktober 1984 bis Januar 1991 Japanologie, Arabistik und Sozialwissenschaften an der Rheinischen Friedrich-Wilhelms-Universität Bonn. In den Jahren 1988 bis 1989 absolvierte sie ein Auslandssemester an der Fremdsprachen-Universität Tokyo in Japan und war von 1988 bis 1990 Gasthörerin an der Universität Kairo in der Sektion Japanologie. Parallel zu ihrem Studium war sie als Wissenschaftsjournalistin tätig. Während der Promotionszeit wurde sie durch ein Promotionsstipendium im Berliner Nachwuchsförderungsprogramm unterstützt und war von 1992 bis 1995 Lehrbeauftragte an der Freien Universität Berlin. Sodann, von 1994 bis 1995 wissenschaftliche Mitarbeiterin an der Universität Potsdam und von 1995 bis 1996 an der Gerhard-Mercator-Universität Duisburg. Sie promovierte 1994 zum Dr. phil. am Fachbereich Philosophie und Sozialwissenschaften II der Freien Universität Berlin über die radikale linke Bewegung der 1960er Jahre in Japan. Die Arbeit mündete in ihrer ersten Monographie Japans Neue Linke. Soziale Bewegung und außerparlamentarische Opposition 1957–1994, die 1995 erschien.
Von 1996 bis 1998 hielt sie an der Universität Duisburg-Essen am Institut für Vergleichende und Internationale Politik für den Bereich Südasien eine Vertretungsprofessur und war dort anschließend bis zu ihrer Habilitation im Jahr 2004 in Vergleichender und Internationaler Politik als Wissenschaftliche Mitarbeiterin beschäftigt. Die Habilitation erschien unter dem Titel Nationenbildung in Malaysia als strategisches Staatshandeln. Bemühungen um die Schaffung nationaler Identität. Sie blieb der Universität noch bis zum Jahr 2006 als Lehrbeauftragte erhalten. Im Jahr 2006 erhielt sie das renommierte Heisenberg-Stipendium der Deutschen Forschungsgemeinschaft (DFG).
Von April 2007 bis Februar 2010 war sie Professorin für Politikwissenschaften am Institut für Sozialwissenschaften der Stiftung Universität Hildesheim. Im März 2010 wurde sie als Professorin für Vergleichende Politikwissenschaft und International Development Studies an die Philipps-Universität Marburg berufen. Die Position hatte sie bis zu ihrer Berufung im Jahr 2018 an die Humboldt-Universität zu Berlin inne, wo sie seither am Institut für Asien- und Afrikawissenschaften den Bereich Transregionale Südostasien-Studien leitet.
Im Mai 2024 unterzeichnete sie das Statement von Lehrenden an Berliner Universitäten. Darin wandten sich 250 Hochschullehrerinnen und Hochschullehrer gegen die polizeiliche Räumung eines propalästinensischen Protestcamps auf dem Gelände der Freien Universität Berlin. Sie kritisierten darin die Verletzung der Schutzpflicht der eigenen Studierenden seitens des FU-Präsidenten Günter Ziegler, der die Räumung ohne vorheriges Gesprächsangebot veranlasst habe, unter Hinweis auf demokratische Grundrechte wie die „Versammlungs- und Meinungsfreiheit“. Die Unterzeichnenden betonten im Statement, dass dies unabhängig von den Inhalten der Forderungen seitens der Demonstrierenden oder der gewählten Protestform gelte und unabhängig davon, ob sie diese persönlich teilten oder nicht.

## Forschungsschwerpunkte
Ausgehend von Feldforschung und teilnehmender Beobachtung in den 1980er und 1990er Jahren fokussierte Derichs ihre Forschungstätigkeit zunächst auf die konzeptionelle und empirische Entwicklung des japanischen zivilgesellschaftlichen Aktivismus. Als Postdoktorandin verschob sich ihr Schwerpunkt inhaltlich und regional auf die transdisziplinäre politikwissenschaftliche Forschung in Südostasien, insbesondere Indonesien und Malaysia. Dabei kristallisierte sich ein Interesse an überregionalen und translokalen Beziehungen muslimischer Gemeinschaften in Asien und im Nahen Osten heraus, die in Publikationen über Diskurse in der asiatischen Politik mündeten. So zeigt sie in den Bänden The Power of Ideas (2006) und Why Ideas Matter (2004) zusammen mit Thomas Heberer auf, wie das hegemoniale Konzept politischer Partizipation zu der Zeit durch westliche, demokratische Vorstellungen definiert wurde.
In den 1990er und frühen 2000er Jahren befasste sich Derichs zudem mit autoritären Regimen und dem zunehmenden Einfluss digitaler Medien auf die Politik, insbesondere in Malaysia. Die Investition der malaysischen Regierung in den IT-Sektor führte zur Öffnung neuer Kommunikationskanäle, die auch in der Zivilgesellschaft ihren Niederschlag fand. Forderungen nach politischen Reformen wurden zunehmend in neuen, digitalen Kanälen wie Internet-Zeitungen, Blogs und Online-Medienformaten formuliert.
Ab 2010 befasste sie sich mit Forschungen zu transnationalen Frauenbewegungen, zum islamischen Feminismus, Gender und politischer Partizipation, die in Publikationen zu Dynastien und weiblicher politischer Führung in Asien mündeten. Feldforschung im muslimischen Südostasien, der MENA-Region sowie Japan über den Verlauf von zwei Jahrzehnten führte zu einer Beschäftigung mit Konzepten der Wissensregion. Die Arbeit an der 2017 bei Routledge erschienenen Monographie Knowledge Production, Area Studies and Global Cooperation wurde durch ein Forschungsstipendium am Käte Hamburger Kolleg an der Universität Duisburg-Essen ermöglicht. Es befasst sich mit Fragen der Aufteilung in geographische Wissensregionen und schlägt vor, den Fokus auf transregionale und translokale Verbindungen zwischen Akteuren, Institutionen, Ideen und Überzeugungen zu lenken.

## Preise und Auszeichnungen
- 2004: Lehrpreis der Universität Duisburg-Essen
- 2006: Heisenberg-Stipendium der Deutschen Forschungsgemeinschaft (DFG)

## Mitgliedschaften
- 1994–1997 und 2003–2006: Vorstandsmitglied der Vereinigung für Sozialwissenschaftliche Japanforschung; Leitung der Fachgruppe Politik
- seit 1997: Deutsche Vereinigung für Politikwissenschaft (DVPW)
- 1999–2004: Deutsche Gesellschaft für Politikwissenschaft (DGfP)
- 2002–2006: Europäisch-Asiatisches Dialogprogramm der Friedrich-Ebert-Stiftung
- seit 2002: Hardenbergkreis für den Europäisch-Islamischen Dialog
- seit 2004: Stellvertretende Vorsitzende der Deutschen Gesellschaft für Asienkunde
- seit 2009: Mitglied des Forschungsbeirats der Stiftung Wissenschaft und Politik
- seit 2010: Mitglied im Georg Forster-Auswahlausschuss der Alexander von Humboldt-Stiftung
- seit 2010: Mitglied im interkulturellen Dialogprogramm Deutschland-Indonesien des Auswärtigen Amtes
- seit 2012: Vorstandsmitglied im geförderten inneruniversitären Netzwerk „Transformationsprozesse im Mittleren Osten/Afrika“
- seit 2012: Mitglied im Trägerverein des Arnold-Bergstraesser-Instituts für kulturwissenschaftliche Forschung an der Albert-Ludwigs-Universität Freiburg
- seit 2012: Mitglied im wissenschaftlichen Beirat der United Nations Society Marburg
- 2013: Sachverständige für den Wissenschaftsrat

## Publikationen (Auswahl)

### Monografien
- Japans Neue Linke. Soziale Bewegung und außerparlamentarische Opposition 1957–1994. Reihe: Mitteilungen der Gesellschaft für Natur- und Völkerkunde Ostasiens (OAG). Hamburg 1995, ISBN 978-3-928463-58-4.
- mit Thomas Heberer und Nora Sausmikat: Why Ideas Matter. Ideen und Diskurse in der Politik Chinas, Japans und Malaysias. Institut für Asienkunde, Hamburg 2004, ISBN 978-3-889103-05-5.
- Nationenbildung in Malaysia als strategisches Staatshandeln. Bemühungen um die Schaffung nationaler Identität. Institut für Asienkunde, Hamburg 2004, ISBN 978-3-889103-03-1.
- mit Andrea Fleschenberg: Handbuch: Spitzenpolitikerinnen. VS Verlag für Sozialwissenschaften, Wiesbaden 2008, ISBN 978-3531161471.
- Knowledge Production, Area Studies and Global Cooperation. Reprint, Routledge, London und New York 2019, ISBN 978-0-3671-7266-4.

### Herausgeberschaften
- mit Anja Osiander: Soziale Bewegungen in Japan. Reihe: Mitteilungen der Gesellschaft für Natur- und Völkerkunde Ostasiens (OAG). Hamburg 1998, ISBN 978-3928463638.
- mit Mark R. Thompson: Frauen an der Macht: Dynastien und politische Führerinnen in Asien. Reihe: Passauer Beiträge zur Südostasienkunde, Passau 2005.
- mit Thomas Heberer: Wahlsysteme und Wahltypen. Politische Systeme und regionale Kontexte im Vergleich. VS Verlag für Sozialwissenschaften, Wiesbaden 2006, ISBN 978-3-531148-90-8.
- mit Susanne Kreitz-Sandberg: Gender Dynamics and Globalisation. Perspectives from Japan within Asia. Reihe: Genderdiskussion, Band 6. LIT Verlag, Münster 2007, ISBN 978-3-825897-61-1.
- mit Thomas Heberer: Einführung in die politischen Systeme Ostasiens. 2. Aufl., VS Verlag für Sozialwissenschaften, Wiesbaden 2008, ISBN 978-3531159379.
- Diversity and Female Political Participation. Views on and from the Arab World. Heinrich-Böll-Stiftung, Berlin 2010, ISBN 978-3869280400.
- mit Andrea Fleschenberg: Religious Fundamentalisms and Their Gendered Impacts in Asia. Friedrich-Ebert-Stiftung, Berlin 2010, ISBN 978-3-86872-253-6.
- mit Mark R. Thompson: Dynasties and Female Political Leaders in Asia. Gender, Power and Pedigree. LIT Verlag, Münster 2013, ISBN 978-3-643-90320-4.
- mit Thomas Heberer: Die politischen Systeme Ostasiens. Eine Einführung. 3. akt. und erw. Aufl. Springer VS, Wiesbaden 2014, ISBN 978-3-658019-87-7.
- Women’s Movements and Countermovements. The Quest for Gender Equality in Southeast Asia and the Middle East. Cambridge Scholars Publishing, Cambridge 2014, ISBN 978-1-443859-93-6.